# Valerianella locusta
La hierba de los canónigos o, simplemente, canónigo (Valerianella locusta), es una planta herbácea de la familia Valerianaceae que se utiliza en gastronomía en crudo, generalmente como ensalada o condimento de platos.

## Descripción

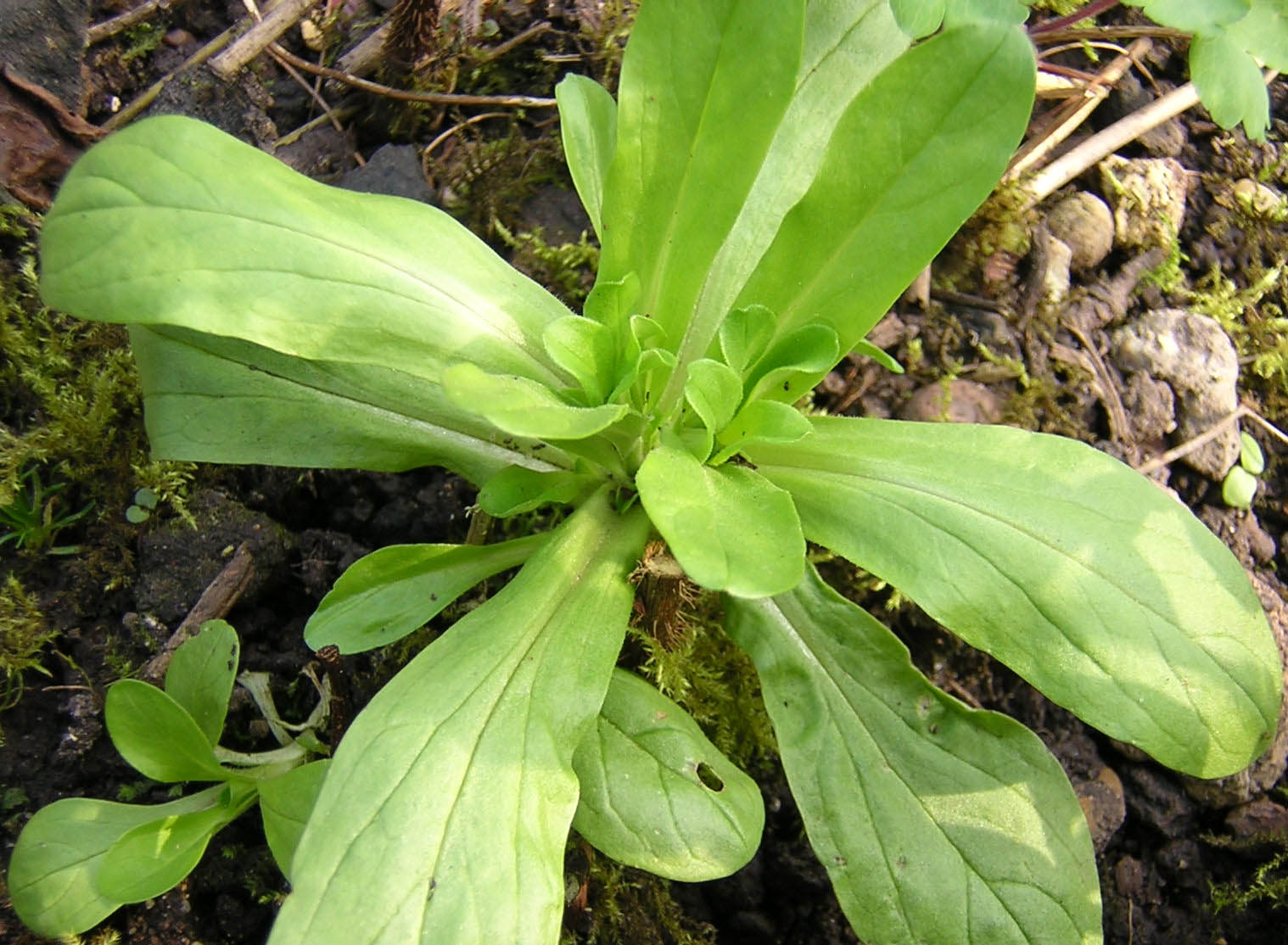
Detalle de las hojas.

Es una hierba anual, de 7 a 40 cm de altura. Las hojas, de color verde grisáceo y brillantes, suelen ser espatuladas y cóncavas, dispuestas en forma de roseta. La Inflorescencia surge en cima multípara o pleocasio (nacen tres o más ramitas del nudo superior), con pequeñas flores de color azulado o blanco, hermafroditas y de maduración homógama (la maduración de los elementos sexuales de la flor es simultánea). El fruto es un aquenio cuyas semillas, al madurar, se dispersan por gravedad, al caer al suelo y se propagan alrededor de la planta madre (bariocoria).

El periodo de floración se produce en mayo (abril) - julio (en su área de distribución natural

## Distribución y hábitat
Su área de distribución natural se extiende por toda la zona templada de Europa, de Asia Menor y el Cáucaso. En España se distribuye por casi toda la Península, faltando en la mayor parte del tercio sur y de Galicia. Tampoco es una especie nativa en las Islas Baleares ni en las Canarias.

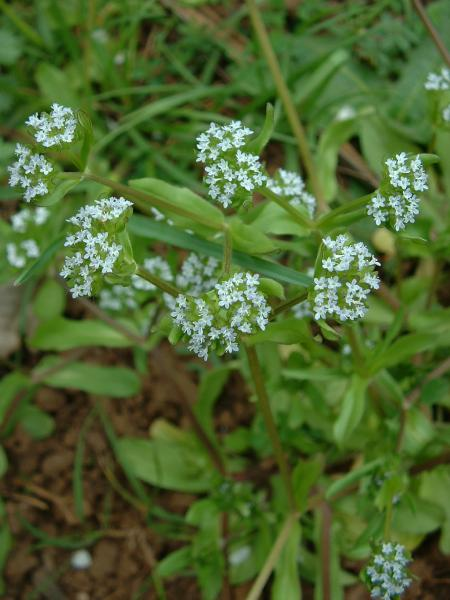
Detalle de la floración.

El canónigo crece espontáneamente en prados y praderas con cierto grado de humedad. La primera noticia de su cultivo aparece en un documento alemán de 1588, pero es probable que se consumiera a lo largo de toda la historia de la Humanidad. Actualmente se cultiva principalmente en Alemania, Francia, Italia y otros países europeos, siendo raro su consumo fuera de Europa.

## Cultivo y usos
Debe cultivarse a pleno sol, en suelos ligeros de tierra vegetal (con cualquier pH) y en ambientes húmedos y con temperaturas frescas a frías, ya que es resistente a las heladas. Es exigente en cuanto al abonado y no tolera la sequía. Las semillas se siembran directamente en el huerto, en hileras o a voleo, a partir de mediados de verano, cuando empieza a refrescar. Se entresacan los plantones dejando una separación de unos 10 cm entre ellos. Para favorecer la germinación, que es difícil, conviene sumergir la semilla en agua durante uno o dos días antes de la siembra. Se empieza a obtener cosecha a partir un mes y medio después de la plantación, y se puede seguir cosechando hasta la primavera. Con los primeros calores comienza la floración y la planta pierde calidad para el consumo, pudiendo reservarse para la producción de semilla.
Como es una planta pequeña, se puede cultivar entre otras especies de ciclo más largo como el puerro, el nabo, la zanahoria o la col.
Al ser una especie muy rústica, no suele sufrir ataques de plagas, aunque debido a su cultivo en otoño es más propensa a los hongos si la humedad ambiental es alta.
Se comercializan diferentes variedades: 'Coquille de Louviers' por su excelente sabor, 'Verte de Cambrai' cultivada en Francia y Alemania por su resistencia al frío, 'Verte d'Etampes', 'Broad Leaved' cultivada en Estados Unidos por su tolerancia al calor.  A menudo se recolecta la variedad silvestre.

### Gastronomía
Las hojas poseen un sabor delicado y ligeramente ácido, que puede recordar al de las nueces. Su olor es igualmente algo ácido.
Las hojas más sabrosas son las más pequeñas. Se utiliza en fresco, añadiéndose a las ensaladas de verduras y patatas y a las sopas y tortillas. Acompaña bien a los espárragos, remolacha, apio nabo, champiñón, col, judía verde, nuez, manzana, uva, tomate, etc. Si se aliña con aceite, vinagre y sal, debe hacerse en el último momento para que no pierda frescura, ya que se trata de una planta muy perecedera. Para prepararlo en ensalada, se deja la roseta de hojas entera y sólo se eliminan las raíces. Se lava bajo el grifo, y no a remojo, y luego debe escurrirse delicadamente. Hay que evitar romper las hojas para que conserven su característico sabor fresco y su aspecto decorativo.
Se puede conservar 2-3 días en el refrigerador cubierta con un papel absorbente o introducida en una bolsa de plástico perforada para que no coja el olor de otros productos de la nevera. Rociar con agua para refrescar las hojas. Otro procedimiento tradicional de conservación consiste en sumergirla en agua tibia para quitarle la tierra, y después, para impedir su marchitación, primero se moja con agua bien fría, dejándola luego en agua helada durante media hora. A la hora de secarlas, se envuelven en un paño y se sacuden con un movimiento de vaivén.
Se utiliza también como elemento decorativo o como guarnición en los platos.

## Propiedades nutricionales
Es baja en grasas. Más nutritiva que la lechuga, con mayor cantidad de provitamina A y vitaminas B e incluso una cantidad de Vitamina C que triplica la de la lechuga y diversos minerales. En especial yodo, pero también hierro, potasio, fósforo y otros. 

Contiene asimismo Beta-carotenos, Vitamina B6, Vitamina B9 o Ácido fólico, Vitamina E y ácidos grasos Omega-3. Es más tierna y contiene más vitaminas si se cosecha antes de florecer.
Su valor calórico es muy bajo, tan sólo 13,40 kcal por cada 100 g de producto fresco. Por ello se emplea en dietas de adelgazamiento.
Tiene propiedades antiescorbúticas, depurativas y relajantes.

## Taxonomía
Valerianella locusta fue descrita por (Linneo) Betcke y publicado en Animadversiones Botanicae in Valerianellas 10, en el año 1826.
Citología
Su número cromosómico es 2n=16
Sinonimia
| - Valeriana locusta L. basónimo - Valeriana locusta var. olitoria L. - Valerianella olitoria (L.) Pollich - Fedia carinata (Loisel.) Steven - Fedia locusta (L.) Rchb. - Fedia olitoria (L.) Gaertn. - Valerianella carinata Loisel. - Valerianella locusta f. carinata (Loisel.) Devesa, J. López & R. Gonzalo | - Valerianella locusta f. locusta (L.) Laterr. - Valerianella locusta subsp. locusta (L.) Laterr. - Valerianella locusta subsp. lusitanica (Pau ex Font Quer) M. Laínz - Valerianella lusitanica Pau ex Font Quer - Valerianella olitoria var. lusitanica Pau - Valerianella olitoria (L.) Pollich - Valerianella praecox Willk. |

## Nombre común
Su nombre más común en español, canónigo, hace referencia a su tradición como cultivo de monasterio. También se suele llamar:
- Alfaces, canónigos, dulceta, hierba de los canónigos, lechuga de cordero, valeriana comestible, valerianilla portuguesa, yerba de canónigos, yerba del canónigo, yerba de los canónigos.[9]